# Santa Irene
Santa Irene ist ein Weiler am Jakobsweg in der Provinz A Coruña der Autonomen Gemeinschaft Galicien, administrativ ist er von der Gemeinde O Pino abhängig. 
Einzige Sehenswürdigkeit ist eine der heiligen Irene von Portugal geweihte Kapelle aus dem 18. Jahrhundert. Der Überlieferung nach soll die Heilige in einem Jungfrauenkloster gelebt haben und von Hand eines Mörders gemeuchelt worden sein, den ein abgewiesener Verehrer beauftragt hatte. 